# Spremberger Stadtbahn T 1
Der Triebwagen Spremberger Stadtbahn T 1 war ein Fahrzeug der Spremberger Stadtbahn.
Er wurde für den Personenverkehr auf der Normalspurstrecke der Spremberger Verbindungsbahn beschafft. Der Triebwagen war bis zum Ende der Verbindungsbahn 1933 in Betrieb. Danach wurde er zerlegt; die Motorenanlagen konnten verkauft werden, der Wagenkasten fand stationäre Verwendung.

## Geschichte und konstruktive Merkmale
Dieses Fahrzeug wurde 1925 beschafft, um den Betrieb auf der Spremberger Verbindungsbahn zu rationalisieren. Gemäß den Anforderungen, bei Bedarf zwei Beiwagen auf einer Neigung von 25 ‰ mitzuführen, wurde der von Christoph & Unmack gebaute Wagen mit zwei Sechszylinder-Viertakt-Benzinmotoren mit einer Gesamtleistung von 150 PS sowie einem druckluftgesteuerten Viergang-Wechselgetriebe ausgestattet. Die Antriebsanlage wurde von AEG geliefert. Mit Hilfe der zwei Motoren konnte die erforderliche Antriebsleistung den Betriebsbedingungen angepasst werden.
Der Wagenkasten stammte von Christoph & Unmack und besaß außer 48 Sitzplätzen der 3. Klasse ein Abteil für Gepäck und Expressgut. Die Maschinenanlage war in der Mitte des Wagenkastens unterflur angeordnet und trieb über Gelenkwellen jeweils die inneren Achsen der Drehgestelle an. Zum Abbremsen des Fahrzeuges diente eine Druckluftbremse Bauart Knorr. Die Heizung des Wagens erfolgte über die Abgase der Motoranlage. Außer den Scheinwerfern waren außen am Fahrzeug eine Signalpfeife sowie eine Signalglocke angebracht.
Durch den Einsatz des Triebwagens verkürzte sich die Fahrzeit gegenüber dem Dampfbetrieb von 8 auf 6,5 Minuten. Da gleichzeitig der Fahrpreis halbiert wurde, kam es zu einer starken Zunahme des Personenverkehrs. Dies war nur von kurzer Dauer. Als 1927/28 eine neue Straße vom Bahnhof Spremberg Hbf zum Stadtbahnhof Spremberg gebaut wurde, wurde der Normalspurstrecke in Spremberg die wirtschaftliche Grundlage entzogen. Mit dem Abbau der Strecke wurde 1933 der T 1 ausgemustert. Die Maschinenanlage konnte verkauft werden, der Wagenkasten fand stationäre Verwendung.